# 路景荣
路景荣（1902年—1937年9月10日），原名路精荣，字静吾，中华民国陆军少将，江苏省武进县人。路景荣少年时期曾在湖南长沙求学，后入黄埔军校学习，并参加国民革命。1937年，七七事变爆发后，奉令调往上海。淞沪会战爆发后，路景荣参与了月浦、狮子林等地的战略防御任务，并荣升陆军少将。当年9月10日，路景荣在宝山月浦镇遭遇日军进攻，中弹殉国，时年35岁。。

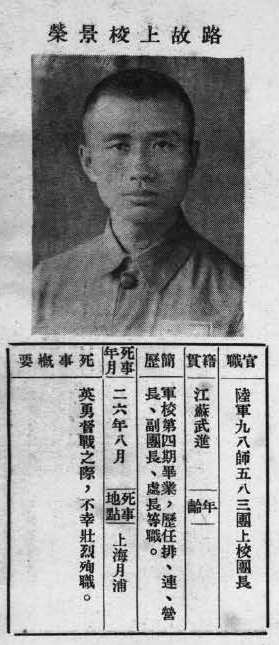
《抗戰軍人忠烈錄》（第一輯）中的路景榮烈士遺像

## 早年
1902年，路景荣出生于江苏省武进县青龙乡丁庄村。幼年及少年时曾在该村初小学习。1917年，因其父至湖南经商，遂举家前往长沙，后入读长沙当地中学。但五年后，由于其父病故，家道随之中落。此时正逢广州黄埔军校正在招生，路景荣便南下广州，并考入黄埔四期步兵科。

## 从军
1926年10月，在黄埔四期毕业后，路景荣留校任教。但不久，国民政府宣布进行国民革命，路景荣随国民革命军北伐。1929年，回常州与同乡张瑞华结婚。1937年7月，七七事变时，路景荣担任驻武汉桥口的国民革命军陆军583团上校团长。
1937年8月4日午夜，路景荣突然接到命令，立即率部乘轮船直驶上海。8月15日， 98师全师抵达南翔，编入了由张治中所指挥的第九集团军战斗序列，奉命担任月浦、宝山方面的防务。8月19日晚，路景荣率98师583团强攻杨树浦地区及大公纱厂、汇山码头等沪东的重要据点，但未达到预期战果。8月23日拂晓，路景荣奉令移兵吴淞口狮子林和川沙口方向，抵抗日军登陆。
8月底，首先狮子林炮台失守。其属下姚子青率领的第583团第1营坚守宝山城至9月6日，全营官兵牺牲。9月8日，路景荣升任98师少将师参谋长。9月10日，日军再次增兵2000人进攻月浦，路景荣上火线督战，中弹殉国。同日牺牲的还有583团正副团长等官兵600余人。

## 殁后
路景荣牺牲后遗体送苏州入殓，灵柩从苏州运回常州。常州市、武进县政府及各界人士于9月25日举行了隆重的公祭大会，随后安葬在常州公墓。此外，其妻张瑞华为纪念丈夫在上海月浦抗日牺牲，将其子路永翔改名路月浦以志纪念。
官方方面，国民政府国防部史政局编撰的《抗日军人忠烈录》，将路景荣事迹编入。在大陆，直至1983年，中华人民共和国民政部批准路景荣将军为革命烈士，颁发革命烈士证书。